# Zuiderhofje
Het Zuiderhofje is een hofje in de Noord-Hollandse stad Haarlem. Het hofje is gelegen aan de Zuiderstraat 12 in de Vijfhoek in Haarlem-Centrum.
Het Zuiderhofje werd gesticht in 1640 door Jacques van Damme en zijn vrouw Elisabeth Blinckvliedt. In de periode 1891-1894 werd het hofje volledig herbouwd naar ontwerp van Ant. J. Salm. Sindsdien resteren er nog 14 woningen binnen het hofje. Het hofje was bestemd voor alleenstaande Doopsgezinde vrouwen op leeftijd, maar er mogen thans ook niet-Doopsgezinden wonen. Het hofje wordt, net als de meeste hofjes, bestuurd door een College van regenten en regentessen. Zij bepalen het beleid, beheren het geld en zorgen voor het onderhoud van de huisjes. Het Zuiderhofje is geheel zelfstandig. De binnenplaats van het hofje is enkel te bereiken via de centrale hal van het hoofdgebouw aan de Zuiderstraat. Het hofje kende ook een achteruitgang door middel van een poort. Deze kwam uit op de inmiddels verdwenen Boeresteeg, thans het Doelenplein.
Het Zuiderhofje is niet open voor publiek.